# Kodermac
Kodermac je priimek več znanih Slovencev:
- Alojzij Kodermac (1892–1977), rimskokatoliški duhovnik, narodni delavec
- Jelko Kodermac (1926–80), zadružni delavec in politik
- Josip Kodermac, župan (40 let)
- Lojze Kodermac, gospodarstvenik
- Lucijan Kodermac, tolkalist
- Patricij (Izidor) Kodermac, (1911–1981), duhovnik, kapucinski provincial in misijonar v Braziliji
- Renato Kodermac (1921--?), pevec